# Niède Guidon
Niède Guidon (Jaú, 12 de marzo de 1933-São Raimundo Nonato, Piauí, 4 de junio de 2025) fue una arqueóloga brasileña.

## Estudios
Licenciada en Historia Natural de la Universidad de São Paulo, trabajaba en el Museu Paulista, cuando en 1963, por medio de un visitante del museo, tuvo conocimiento del sitio arqueológico de São Raimundo Nonato en Piauí. Se especializó en Arqueología prehistórica en La Sorbona y obtuvo su doctorado en la Universidad de París 1. Ella puede ser vista frecuentemente llevado zapatos tenis viejos, bluejeans y camisetas, durante sus 18 horas diarias de caminata para explorar unos veinticinco kilómetros.

## Parque nacional de la Sierra de Capivara
Desde 1973 hace parte de la Misión Arqueológica Franco-Brasileña, que ha concentrado en Piauí. En 1978 solicitó al gobierno brasileño la creación allí del parque nacional de la Sierra de Capivara cuya demarcación se completó en 1990, en el territorio que consolidó sus investigaciones arqueológicas, durante tres décadas. Desde 1988 fue patrocinada por el IBAMA (Instituto Brasileño del Medio Ambiente y de los Recursos Naturales Renovables), que en 1991 la designó para coordinar el Plan de Manejo del Parque, el cual realizó con la participación activa de las comunidades de la región. Niède se convirtió en la responsable de preservación, desarrollo y administración.
Ha sido la jefa de arqueología de este Parque, en el que ella y sus colegas han descubierto aproximadamente 800 sitios prehistóricos relacionados con las posibles primeras ocupaciones humanas en Suramérica. Este parque es un área protegida por la Unesco.

## Contribuciones
Sus contribuciones a la arqueología y a la comunidad brasileña son ampliamente reconocidos. Sus excavaciones y hallazgos la hicieron decidida partidaria de la teoría del poblamiento temprano de las Américas. En 1986 publicó un artículo en la revista Nature, en el cual sostuvo haber descubierto en el sitio de Pedra Furada, artefactos fabricados por el hombre que podrían tener 32.000 años. 
Niède consideró que las posibilidades de preservación de los sitios arqueológicos serían mínimas si la población local no estaba informada sobre lo que ellos significan para el país y para la humanidad. Por eso creó en 1986 la Fundación del Museo del Hombre Americano FUMDHAM, que con el objetivo de fomentar la educación y la participación de las comunidades locales, basada en numerosos centros comunitarias de base que ofrecen servicios públicos, atención médica y educación sobre ecología, prehistoria, conservación y restauración de sitios arqueológicos. Esta fundación tiene desde 2002 un convenio con el IBAMA para la gestión del Parque. También ha trabajado en proyectos para construir o ampliar escuelas y colegios. Su esfuerzo por la conservación del parque nacional Serra de Capivarae, ha sido exitoso, aunque recientemente ha sido amenazada en represalia por la prohibición de la caza comercial allí.
También ayudó a fundar y consolidar una empresa para producir y comercializar cerámicas (Cerâmica de Capivora) que se ha convertido en una empresa de mujeres que además contribuye al bienestar de los niños.
En 2005, Niède recibió un Premio Príncipe Claus, que se otorga a personas u organizaciones que han logrado proporcionar más esperanzas de un futuro mejor. Se jubiló en el 2006, a la edad de 73 años, pero continua encabezando excavaciones y trabajando por el desarrollo integral de Brasil.